# Per Eriksson (skidskytt)
Per Eriksson, född 11 februari 1979, är en före detta svensk skidskytt. Eriksson tävlade internationellt i slutet av 1990-talet och början av 2000-talet. På klubbsidan representerade han SK Bore.
I världscupen blev Eriksson som bäst 42:a, det i en jaktstart i Holmenkollen säsongen 2000/2001. Eriksson deltog i världsmästerskapen i skidskytte två gånger, Holmenkollen 2000 och Pokljuka 2001. I Holmenkollen körde han distansen och sprinten och blev som bäst 61:a, på distansen. I Pokljuka blev körde han sprint, jaktstart, distans och stafett. I samtliga lopp lyckades han bättre än i Holmenkollen, bäst lyckades han på sprinten där han blev 38:a.
I europacupen hade Eriksson vissa framgångar. Bland annat blev han under säsongen 1998/1999 fyra på jaktstarten och sjua på distansen i Champex-Lac. Under den sista tävlingshelgen den säsongen slog han till och vann distansen i Haute-Maurienne. Detta var Sveriges första seger, samt pallplats, i europacupen och den förblev den enda fram tills mars 2011. 
Eriksson tävlade i två juniorvärldsmästerskap i skidskytte, Jericho och Val Cartier 1998 och Pokljuka 1999. I Jericho/Val Cartier blev han 18:e på distanen och 12:a på sprinten, han deltog inte på den följande jaktstarten. I Pokljuka lyckades han desto bättre och kom hem med två medaljer. Inledningsvis blev han nia på distansen och fyra på sprinten. Sprinten följdes upp av en jaktstart där Eriksson efter tre bom tog hem bronset. På stafetten körde Eriksson i det svenska laget tillsammans med David Ekholm, Mikael Hagström och
Sven Johansson. Eriksson körde andra sträckan och sköt felfritt, inga straffrundor och inga extraskott. Sverige vann stafetten knappt fem sekunder före Norge.

## Privatliv
Per Eriksson gifte sig med skitskytten Sandra Eriksson. De delar jaktintresse.

### Fotnoter
1. ↑  ”Först bäst i Sverige - sedan väntar världen för talangen Per Eriksson!” (på svenska). Sveriges olympiska kommitté. 27 januari 2000. http://old.olympicday.se/nyhetsarkivsokse/nyheter/nyheter2000/forstbastisverigesedanvantarvarldenfortalangenpereriksson.5.135f0a10809e88cad80004051.html. Läst 22 oktober 2019.
2. ↑  Mari Nälsén (12 april 2017). ”Spännande bäverjakt i Torsby” (på svenska). Jordbrukaren. https://jordbrukaren.se/spannande-baverjakt-i-torsby/. Läst 22 oktober 2019.